# 吉羅夫鄉
46°57′N 26°31′E / 46.950°N 26.517°E
吉羅夫鄉（羅馬尼亞語：Comuna Girov, Neamț），是羅馬尼亞的鄉份，位於該國東北部，由尼亞姆茨縣負責管轄，面積77平方公里，海拔高度334米，2007年人口5,140，人口密度每平方公里66人。